# Brandon Williams (Fußballspieler)
Brandon Paul Brian Williams (* 3. September 2000 in Manchester) ist ein englischer Fußballspieler, der zuletzt bei Manchester United unter Vertrag stand.

## Karriere

### Verein
Williams, ein Eigengewächs von Manchester United, gab sein Debüt am 25. September 2019 im Alter von 19 Jahren beim League-Cup-Pokalspiel gegen AFC Rochdale als Einwechselspieler. Kurze Zeit später folgte sein Debüt in einem Europapokalwettbewerb, als er in der UEFA Europa League im Gruppenspiel gegen AZ Alkmaar in der Startelf stand. Williams unterschrieb am 17. Oktober 2019 einen neuen langfristigen Vertrag, der bis Juni 2022 galt. Drei Tage später folgte sein Einstand in der Premier League gegen den Erzrivalen FC Liverpool im Old Trafford, als er für Andreas Pereira eingewechselt wurde.
Ende August 2021 wechselte Williams bis zum Ende der Saison 2021/22 auf Leihbasis zum Premier-League-Aufsteiger Norwich City.
Zwei Jahre später folgte eine weitere Leihe zum Zweitligisten Ipswich Town.

### Nationalmannschaft
Am 30. August 2019 erhielt Williams seine erste Berufung in England für die U20-Auswahl vor dem Spiel gegen die Niederlande und die Schweiz. Er debütierte beim 0:0-Unentschieden mit den Niederlanden in Shrewsbury am 5. September 2019.

## Titel
- Englischer Ligapokalsieger: 2023